# Megliadino San Vitale
Megliadino San Vitale (velenceiül Mejadin San Vitałe) település Olaszországban, Veneto régióban, Padova megyében. Lakosainak száma 1796 fő (2023. január 1.). Megliadino San Vitale Piacenza d’Adige, Borgo Veneto és Casale di Scodosia községekkel határos.

## Népesség
A település lakossága az elmúlt években az alábbi módon változott:
| Lakosok száma | 1937 | 1871 | 1796 |
|               | 2017 | 2018 | 2023 |